# OHIO Scientific MODEL 500
OHIO Scientific MODEL 500 (MODEL 500) је кућни рачунар, производ фирме OHIO Scientific који је почео да се израђује у САД током 1977. године.
Користио је MOS Technology 6502 као централни микропроцесор а RAM меморија рачунара MODEL 500 је имала капацитет од 4 KB. 

## Детаљни подаци
Детаљнији подаци о рачунару MODEL 500 су дати у табели испод.
|                       |                            |
| [ 1 ]                 |                            |
| Произвођач            |                            |
| Тип                   | кућни рачунар              |
| Меморија              | 4                          |
| Поријекло             | Сједињене Америчке Државе  |
| Година                | 1977                       |
| Тастатура             |                            |
| Процесор              |                            |
| Фреквенција процесора | 1                          |
| RAM                   | 4                          |
| ROM                   | 8                          |
| Текст                 | 24 знакова. x 24(?) линија |
| Графика               | Нема                       |
| Боја                  | монохроматски              |
| Звук                  | непознато                  |
| Димензије             | непознато                  |
| Портови               |                            |
| Оперативни систем     | [[]]                       |